# Gustave Moynier
Gustave Moynier (Ginevra, 21 settembre 1826 – Ginevra, 21 agosto 1910) è stato un giurista svizzero, cofondatore del Comitato Internazionale per il Soccorso dei Feriti, che dopo il 1876 divenne Comitato Internazionale della Croce Rossa. Nel 1864, sostituì Guillaume-Henri Dufour alla presidenza del comitato e fu anche un grande rivale del fondatore Henry Dunant. Durante il suo mandato record di 46 anni come presidente, ha fatto molto per sostenere lo sviluppo del comitato nei primi decenni dopo la sua creazione.

## Biografia
Moynier proveniva da una ricca e affermata famiglia di commercianti e banchieri ginevrini. Studiò legge a Parigi e conseguì il dottorato nel 1850. A causa della sua convinzione calvinista, si interessò presto alle opere di beneficenza e ai problemi sociali. Nel 1859 assunse la presidenza della Società ginevrina per il Benessere Pubblico. È stato anche attivo in circa 40 altre organizzazioni e gruppi di beneficenza coinvolti in compiti che vanno dal miglioramento delle condizioni dei detenuti alla cura degli orfani.
Nel 1862 Dunant gli inviò una copia del suo libro Un ricordo di Solferino. Moynier mostrò grande interesse per l'attuazione delle idee di Dunant per la creazione di un'organizzazione di volontariato per l'assistenza ai feriti in battaglia e aprì una discussione sul libro all'assemblea della Società ginevrina per il Benessere Pubblico. Ciò portò alla creazione del Comitato dei Cinque, una commissione della società istituita per indagare sulla plausibilità delle idee di Dunant. Gli altri membri della commissione, presieduta da Moynier, erano Dunant, i medici Louis Appia e Théodore Maunoir e il generale dell'esercito Guillaume-Henri Dufour. Poco dopo, i membri del comitato cambiarono il nome in Comitato Internazionale per il Soccorso ai Feriti e, nel 1876, fu adottato il nome attuale, Comitato Internazionale della Croce Rossa (CICR). Dufour fu il primo presidente del Comitato e Moynier ne divenne il vicepresidente.

## Mandato come Presidente del CICR
Le differenze tra Moynier e Dunant si svilupparono presto riguardo alla portata dell'autorità dell'organizzazione e alla sua formazione giuridica e organizzativa. Il punto chiave della controversia era l'idea di Dunant di garantire la neutralità ai soldati feriti e al personale medico per proteggerli. Moynier era un deciso oppositore di questo piano, che non considerava realistico, e pensava che la sua insistenza rischiasse di far fallire il progetto. Dunant, tuttavia, riuscì a persuadere delle sue idee potenti figure politiche e militari in Europa e con la prima Convenzione di Ginevra nel 1864 ebbe un certo successo nella loro attuazione. Nello stesso anno, però, Moynier assunse la carica di presidente del Comitato internazionale.
Le crescenti tensioni tra il pragmatico Moynier e l'idealista Dunant portarono all'espulsione di Dunant, guidata da Moynier, dopo la bancarotta di Dunant nel 1867. Sebbene non sia dimostrato, è probabile che Moynier abbia usato la sua influenza per impedire a Dunant, che da allora in poi visse in precarie condizioni economiche, di ricevere assistenza finanziaria dai suoi vari sostenitori in Europa. Ad esempio, la medaglia d'oro delle Scienze Morales all'Esposizione Mondiale di Parigi del 1867 non fu assegnata a Dunant ma divisa tra Dunant, Moynier e Dufour. Anche il premio in denaro non fu assegnato a Dunant ma consegnato allo stesso Comitato Internazionale. Un'offerta di Napoleone III di saldare metà del debito di Dunant se l'altra metà fosse stata rilevata dagli amici di Dunant fu vanificata dagli sforzi di Moynier.
Nel 1872 Moynier presentò, dopo la guerra franco-prussiana del 1870-71, una proposta per la creazione di un tribunale arbitrale internazionale per sanzionare le violazioni del diritto internazionale umanitario. A causa delle preoccupazioni della maggior parte dei governi nazionali sulla sovranità statale, la misura non fu adottata. Moynier fu nominato per il Premio Nobel per la pace nel 1901, 1902, 1903 e 1905 da Richard Kleen, membro dell'Institut de droit international (Istituto di diritto internazionale). Tuttavia, a differenza di Dunant che vinse il primo Premio Nobel per la Pace nel 1901 insieme a Frédéric Passy, Moynier non ricevette mai il premio. Morì nel 1910, due mesi prima di Dunant, senza alcuna riconciliazione tra i due. Essendo stato presidente del comitato fino alla sua morte, è a tutt'oggi il presidente più longevo del comitato.

## Eredità
Da lui prende il nome Rue Gustave-Moynier, a Secheron, il quartiere diplomatico di Ginevra, e parte del vicino Parc Mon Repos è conosciuto come Parc Moynier.
È presente una statua di Moynier nel Parc des Bastions, vicino all'Università di Ginevra.